# Perušić
Perušić es un municipio de Croacia en el condado de Lika-Senj.

## Geografía
Se encuentra a una altitud de 576 m s. n. m. a 193 km de la capital nacional, Zagreb.

## Demografía
En el censo 2011 el total de población del municipio fue de 2 638 habitantes, distribuidos en las siguientes localidades:
- Bakovac Kosinjski - 126
- Bukovac Perušićki -  91
- Donji Kosinj -  494
- Gornji Kosinj - 132
- Kaluđerovac -  24
- Klenovac - 32
- Konjsko Brdo -  118
- Kosa Janjačka - 98
- Krš -  32
- Kvarte -  193
- Lipovo Polje - 122
- Malo Polje -  74
- Mezinovac -  24
- Mlakva -  51
- Perušić -  852
- Prvan Selo - 97
- Selo Sveti Marko - 34
- Studenci - 44

| Gráfica de población de Perušić 1857-2011                           |
|                                                                     |
| Según los censos de población de la oficina estadística de Croacia. |